# Zignoëlla sexnucleata
Zignoëlla sexnucleata är en svampart som tillhör divisionen sporsäcksvampar, och som beskrevs av Karl Starbäck. Zignoëlla sexnucleata ingår i släktet Chaetosphaeria, och familjen Chaetosphaeriaceae. Arten är reproducerande i Sverige.